# Тахат
Тахат (араб. جبل تاهات) — гора в центральній частині пустелі Сахара, найвища точка Алжиру (2918 м або за іншими даними — 3003 м). Має вулканічне походження.
В околицях Тахата віднайдені наскельні малюнки, які датуються періодом між 8000 і 2000 роками до н. е. На них зображені випас худоби і полювання на тварин, які тепер живуть тільки в південній частині пустелі.